# Metasploit Project

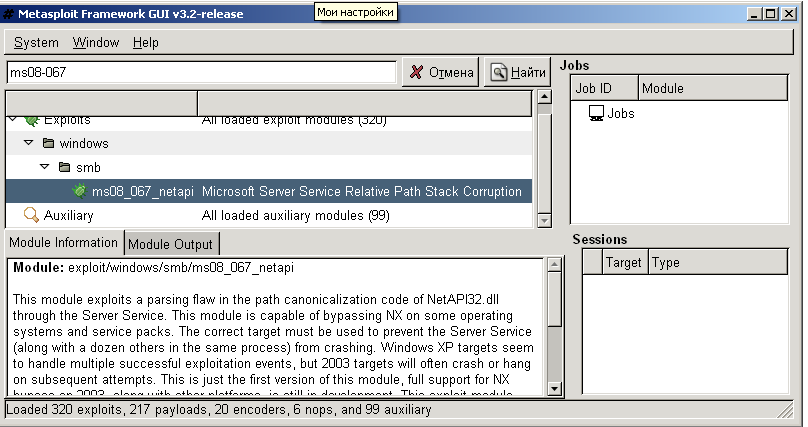
Schermafbeelding van Metasploit

Het Metasploit Project is een open source informatiebeveiligingsproject dat informatie verstrekt over kwetsbaarheden in computersystemen die gebruikt kunnen worden door hackers en dat helpt bij het onderzoeken van systemen op dergelijke kwetsbaarheden.
Het bekendste deelproject dat onderdeel is van dit Metasploit Project is het Metasploit Framework, een softwareapplicatie waarmee exploits ontwikkeld en uitgevoerd kunnen worden. Exploits zijn programma's die van bekende kwetsbaarheden van computers gebruikmaken om deze te hacken. Andere deelprojecten van het Metasploit Project zijn de Opcodedatabase, het shellcodearchief en onderzoek op het gebied van informatiebeveiliging.
In augustus 2011 is van het Metasploit Framework Metasploit versie 4.0 uitgegeven. Het pakket kan zowel op Unix-, Linux- en Windowssystemen gebruikt worden. Het kan zowel op de command line als via een console of webinterface worden gebruikt.
Oorspronkelijk is het Metasploit Framework in 2003 in de programmeertaal Perl geschreven, door HD Moore. Later is het totaal herschreven in de programmeertaal Ruby. Het beveiligingsbedrijf Rapid7 heeft het in 2009 aangekocht. Sindsdien zijn twee extra edities uitgegeven, Metasploit Express en Metasploit Pro.
Zoals vergelijkbare commerciële producten zoals Canvas van Immunity en Core Impact van Core Security Technologies, kan Metasploit gebruikt worden om de kwetsbaarheden van computersystemen te testen en ze hiertegen te beschermen, en kan het gebruikt worden om op systemen in te breken. Het kan dan ook zowel voor legitieme als illegale doeleinden worden gebruikt.
Doordat Metasploit een belangrijke plaats inneemt op de beveiligingsmarkt, wordt er bij de melding van kwetsbaarheden in systemen vaak informatie meegegeven over hoe een kwetsbaarheid in Metasploit kan worden gebruikt. Voor de komst van Metasploit werden dit soort kwetsbaarheden in allerlei computertalen gemeld, in uiteenlopende formaten, door Metasploit werd dit veel meer gestandaardiseerd.
In Metasploit wordt er een strikte scheiding gemaakt tussen een kwetsbaarheid, de programmatuur (payload) die de kwetsbaarheid kan uitbuiten en de shellcode. Uiteindelijk wordt de programmatuur die de kwetsbaarheid kan uitbuiten vertaald in shellcode die door een computer uitgevoerd kan worden.
Omdat de command shell van Windowssystemen zeer beperkt is in vergelijking met de shells die besturingssystemen zoals Unix, Linux en OS/X bieden, biedt Metasploit de Meterpreter aan. De Meterpreter biedt een uitgebreidere soort shell dan de Windows command shell. Voordelen van het gebruik van de Meterpreter t.o.v. het gebruik van VNC is, dat de Meterpreter weinig bandbreedte vereist en minder eenvoudig te detecteren is.